# (15332) CERN
(15332) CERN ist ein Asteroid des mittleren Hauptgürtels, der am 9. Oktober 1993 von dem belgischen Astronomen Eric Walter Elst am La-Silla-Observatorium der Europäischen Südsternwarte in Chile (IAU-Code 809) entdeckt wurde. Sichtungen des Asteroiden hatte es vorher schon am 19. Februar 1983 unter der vorläufigen Bezeichnung 1983 DM an der Anderson Mesa Station des Lowell-Observatoriums im Coconino County, Arizona gegeben.
(15332) CERN wurde am 13. November 2008 nach dem CERN benannt, einer Forschungseinrichtung im Kanton Genf, die mit dem Large Hadron Collider den weltgrößten Teilchenbeschleuniger beherbergt.